# Динотерии
Динотерии, или дейнотерии (лат. Deinotherium, от др.-греч. δεινός θηρίον «ужасный зверь») — вымерший род древних млекопитающих из семейства Deinotheriidae отряда хоботных.
Динотерий уступал размерами (среди наземных млекопитающих) лишь индрикотерию и его ближайшим родственникам.
Динотерии обитали со среднего миоцена по ранний плейстоцен (20—2 млн лет назад). Три вида, Deinotherium indicum — в миоцене Индии и Пакистана, Deinotherium bozasi — в плейстоцене Африки и Deinotherium giganteum — самый крупный вид, обитал в миоцене и плиоцене Европы.

## Описание
Динотерий — одно из наиболее легко узнаваемых млекопитающих. Его отличительной чертой являются загнутые вниз бивни под нижней челюстью. Динотерий — третий по величине среди наземных млекопитающих всех времён, только наиболее крупные виды мамонтов и гигантский носорог индрикотерий превосходили его. Динотерии достигали высоты 3,5—4,5 м и массы до 5—14 т. Череп динотерия достигает 1,2 м. Не вполне ясно как динотерий использовал свои странные бивни, есть несколько предположений на этот счёт: например, он мог сдирать ими кору деревьев, сгибать ветки или выкапывать корни.

## Происхождение
Предком динотерия является более ранний Prodeinotherium. Эти два рода образуют подсемейство Deinotheriinae. Динотерии не являются близкими родичами слонов и образуют другую ветвь эволюции хоботных.

## Фото
- Скелет динотерия
- Deinotherium bozasi, реконструкция
- Динотерий (реконструкция)